# Näsbokroks naturreservat
Näsbokrok är ett naturreservat i Ölmevalla socken i Kungsbacka kommun i Halland.

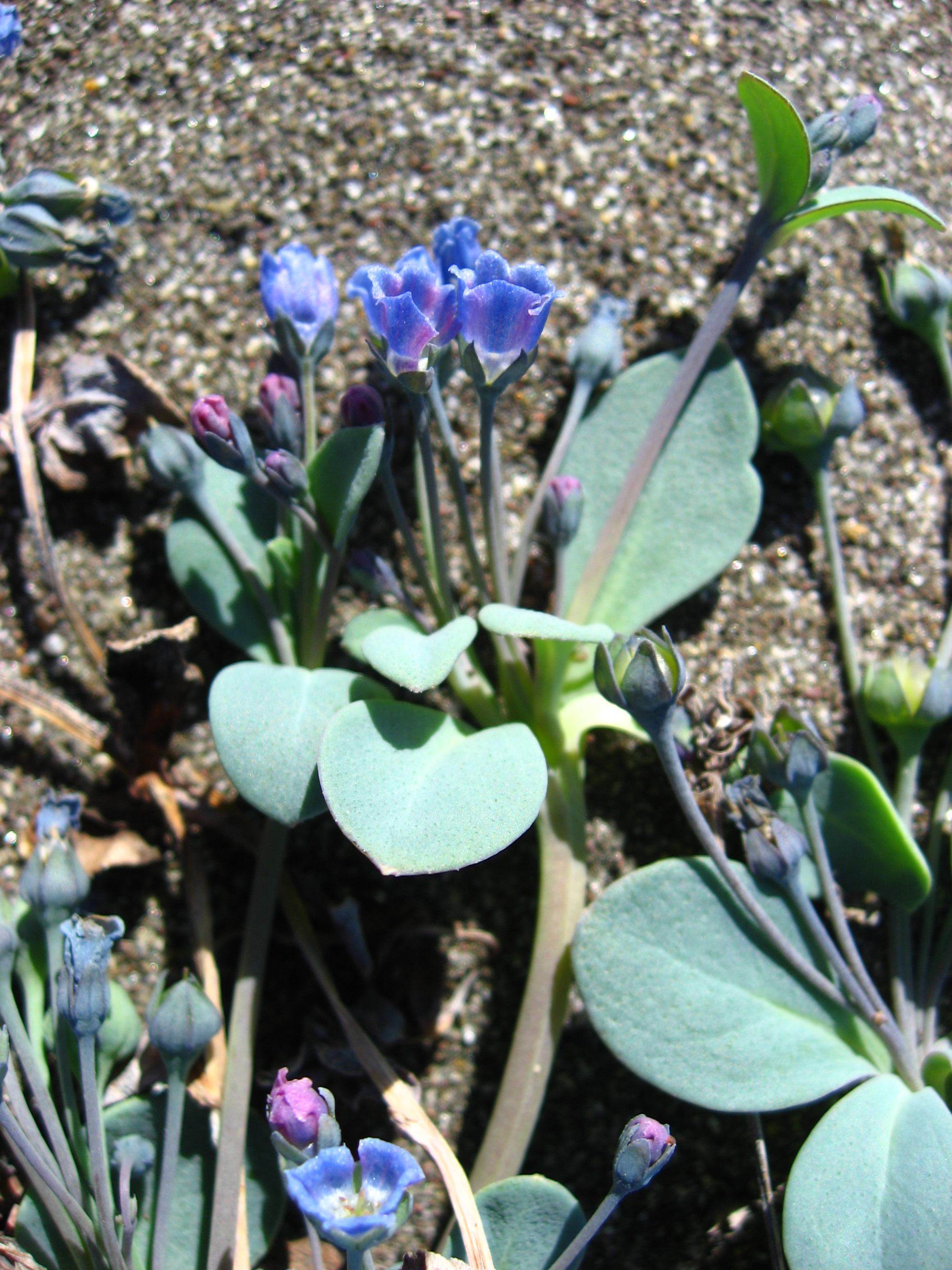
Ostronört, en sällsynthet som tidigare funnits i detta naturreservat

Reservatet ligger längst ut på Ölmanäshalvöns spets och är 89 hektar stort. Det är skyddat sedan 1972. Där har hav och vind  format ett kargt och vackert landskap med klapperstensfält, klippor och vidsträckt ljunghed. Det finns även fuktiga sänkor och näringsfattiga dammar. I dessa växer bland annat den sällsynta flocksvaltingen.
I reservatets västra del finns en grupp gravhögar från bronsåldern vilka reser sig markant över omgivningen.